# Die Frau auf der Folter
Pour plus de détails, voir Fiche technique et Distribution.
Die Frau auf der Folter est un film allemand réalisé par Robert Wiene, sorti en 1928.

## Fiche technique
- Titre : Die Frau auf der Folter
- Réalisation : Robert Wiene
- Scénario : Arthur Bárdos (en) d'après la pièce d'Edward Hemmerde (en) et Francis Neilson (en)
- Photographie : Otto Kanturek et Bruno Timm (en)
- Pays d'origine : République de Weimar
- Format : Noir et blanc - 1,33:1 - Film muet
- Genre : drame
- Date de sortie : 1928

## Distribution
- Lili Damita : Lady Admaston
- Vladimir Gaïdarov
- Johannes Riemann
- Ferdinand von Alten
- Vivian Gibson (en)
- Leopold Kramer (en)
- Arthur Pusey (en)
- Helene von Bolváry